# إل كابيتوليو
إل كابيتوليو (بالإسبانية: El Capitolio)‏ أو مبنى الكابيتول الوطني في هافانا (بالإسبانية: Capitolio Nacional de La Habana)‏، هو مبنى حُكومي تاريخي يقع في هافانا عاصمة كوبا. بُني المبنى خلال الفترة من 1926 إلى 1929، بتكليف من الرئيس الكوبي آنذاك جيراردو ماتشادو، وتحت إشراف المُهندس المعماري أوجينيو راينري بيدرا (بالإسبانية: Eugenio Rayneri Piedra)‏. يقع المبنى وسط العاصمة هافانا بالضبط، وذلك عند تقاطع شوارع باسيو ديل بيدرو ودراغونيس وإنداستريا وسان خوسيه.

## تاريخ

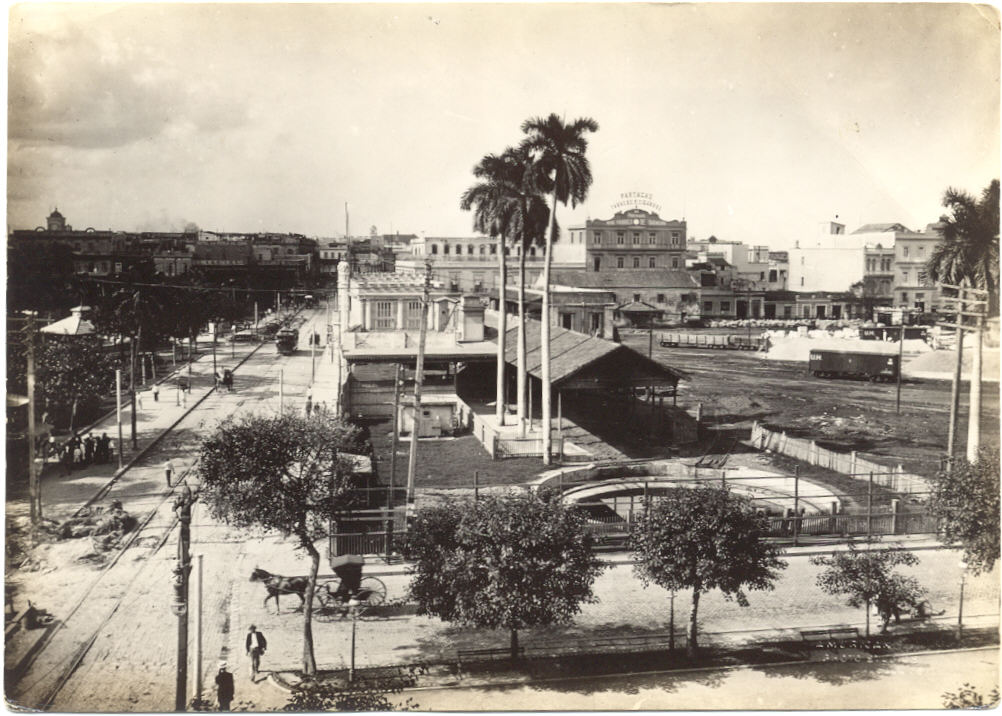
محطة سكة حديد فيلانويفا.

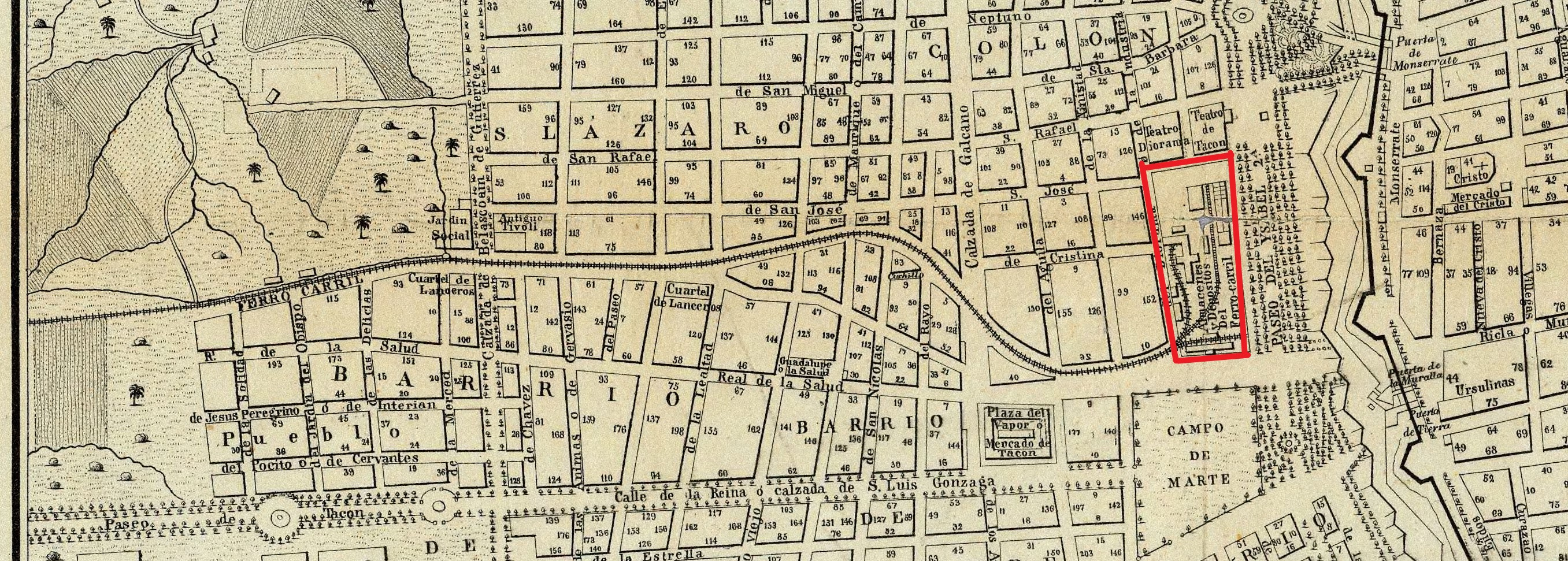
سكة حديد فيلانويفا. تُظهر الخريطة مسار القطار لأسفل منطقة أفينيدا زانخا الحالية.

بُني مبنى إل كابيتوليو على أرض كانت سابقا محطة سكة حديد تابعة لسكة حديد فيلانويفا. انطلقت أعمال بناء المبنى في أبريل 1926، خلال فترة حُكم الرئيس الكوبي جيراردو ماتشادو، وقد أشرفت على البناء شركة بيوردي آند هيندرسون [الإنجليزية] الأمريكية. قبل أحداث الثورة الكوبية عام 1959، كان المبنى مقرا للبرلمان الكوبي، لكنه لم يعُد كذلك بعد حل هذا الأخير في أعقاب الثورة الكوبية.
تبلغ مساحة مبنى إل كابيتوليو 681 × 300 قدما. على الرغم من أن التصميم النهائي للمبنى غالبًا ما يُقارن بمبنى الكابيتول بالولايات المتحدة، إلا أنه ليس نسخة طبق الأصل عنه. يُشبه تصميم إل كابيتوليو تصميم مبنى الكونغرس الأمريكي، لكنه أعلى منه بمتر، وأعرض بمتر، وأطول بمتر، إلى جانب تفاصيل دقيقة أخرى. شارك في أعمال البناء أكثر من 5000 عامل، اشتغلوا لمُدة 3 سنوات و3 أشهر و20 يومًا، بينما بلغت ميزانية الأشغال حوالي 17 مليون دولار أمريكي. انتهت أشغال البناء سنة 1929، وقد كان إلى غاية خمسينيات القرن الماضي، أطول مبنى في هافانا.
في 30 أغسطس 2019، أعلن المُؤرخ الكوبي أوزيبيو ليل، مُؤرخ مدينة هافافنا، انتهاء أشغال إصلاح وتجديد المبنى.

## المبنى

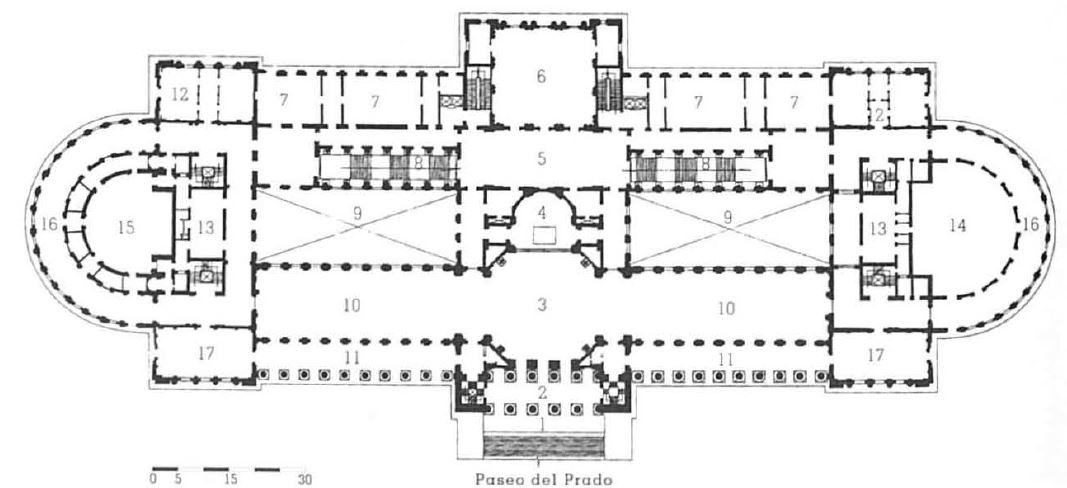
تصميم طابق مبنى إل كابيتوليو. 2-مدخل الرواق، 3-قاعة مستديرة، 4-حنية، 5-صالون دي مارتي، 6-مكتبة، 7-غرفة اللجنة، 8-دُرج الشرف، 9-حديقة الفناء، 10-قاعة الخطوات الضائعة، 12- السكرتارية، 14-مجلس الشيوخ، 15-لا كامارا، 16-معرض.

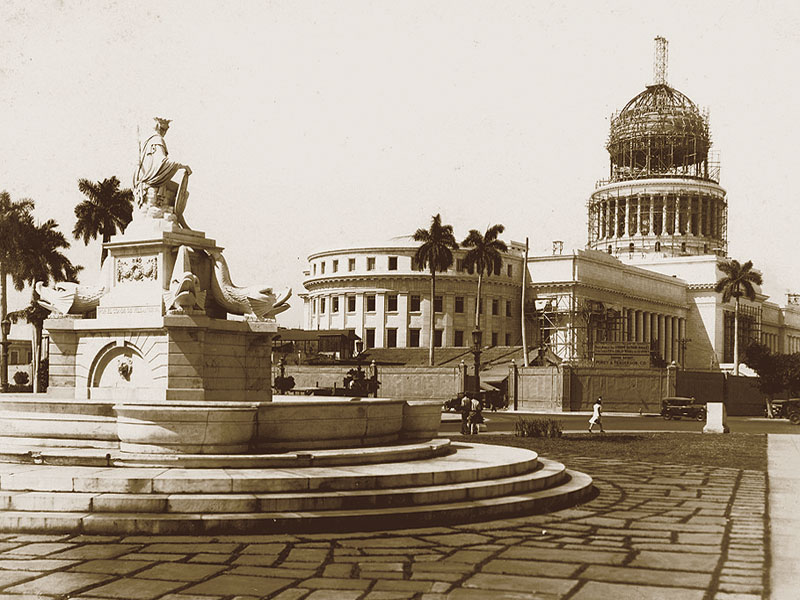
صورة لأعمال بناء القبة العلوية للمبنى أُخذت سنة 1928.

شُيدت القبة العُلوية للمبنى في الولايات المتحدة، ويبلغ طول المبنى مع القُبة حوالي 92 متر (302 قدم). إلى غاية 1956، كانت القبة أعلى نُقطة في مدينة هافانا، لكنها لم تعُد كذلك بعدما بُني مبنى فوكسا [الإنجليزية] ووصل ارتفاعه إلى 121 مترًا 397 قدما. كما كانت قُبة إل كابيتوليو ثالث أعلى قبة في العالم وقت بنائها. ذكر المُهندس أوجينيو راينري بيدرا، أن تصميم قُبة المبنى، استوحاه من تصميم قُبة مقبرة العظماء في باريس ومن تصميم المُهندس الإيطالي دوناتو برامانتي لمبنى "تيمبيوتو" الموجود داخل كنيسة سان بيترو إن مونتوريو [الإنجليزية]في روما.
بنى مُهندس المناظر الطبيعية الفرنسي جون كلود نيكولاس فوريستييه تصميمه لحدائق المبنى على تصميمات الحدائق الأوروبية، وهُو تصميم ينبني على وُجود مساحات من العشب تحدها مسارات للسير وتتوسطها أشجار النخيل الملكية.
أُحيط المدخل الرئيسي للمبنى (بالإسبانية: La Escalinata)‏ بتماثيل يبلغ طولها 6.5 متر (21 قدم)، كان قد صممها الفنان الإيطالي أنجيلو زانيلي. يوجد على اليسار تمثال العمل (بالإسبانية: El Trabajo)‏، بينما يوجد على اليمين تمثال فضيلة الوصاية (بالإسبانية: La Virtud Tutelar)‏. بعد ذلك، يأتي الرواق المركزي للمبنى، بمساحة تصل إلى 36 متر (118 قدم) وطول يبلغ 16 متر (52 قدم). توجد بالمبنى أيضا 12 عمودًا من الجرانيت بالترتيب الأيوني مرتبة في صفين، وكل صف يزيد طوله عن 14 متر (46 قدم). وراء الرواق، تقع ثلاثة أبواب برونزية كبيرة ذات نقوش بارزة من تصميم زانيلي، تسمح بالوصول إلى القاعة الرئيسية.

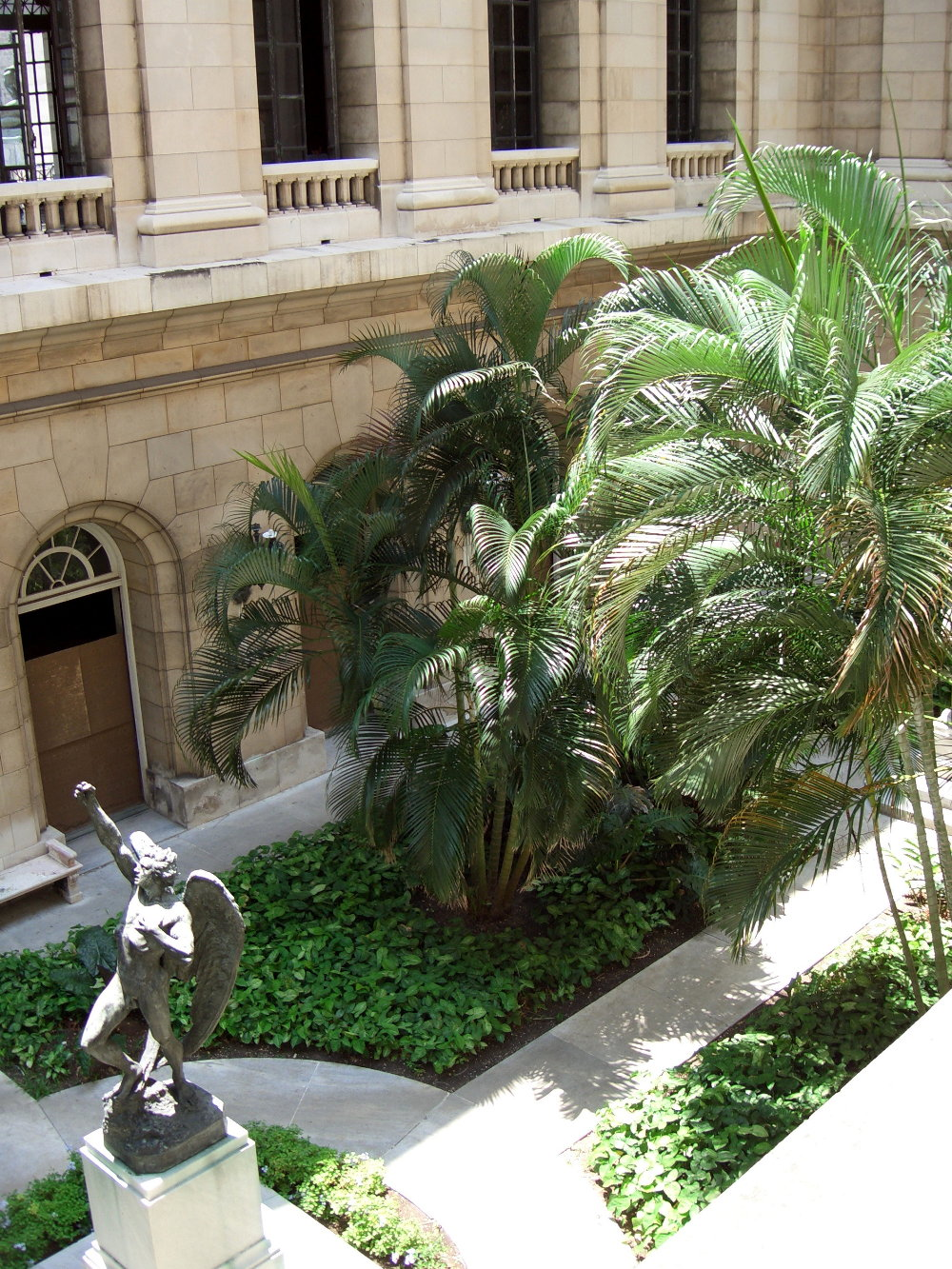
الفناء الداخلي في القسم الشمالي من المبنى. إلى اليسار، تمثال "الملاك المُتمرد" The Rebel Angel للنحات الإيطالي سالفاتوري بويمي (1860-1916).

يوجد داخل القاعة الرئيسية "تمثال الجمهورية" (بالإسبانية: La Estatua de la República)‏، وهُو تمثال من تصميم زانيلي أيضا. صُنع التمثال من البرونز في روما في ثلاث قطع، وتم تجميعه داخل المبنى بعد وصوله إلى كوبا. غُطي التمثال بورق ذهب عيار 22 (92٪)، فيما يبلغ وزنه حوالي 49 طن، وطوله 15 متر (49 قدم). بهذا الطول، كان التمثال ثاني أطول تمثال مغطى في العالم في تلك الوقت، وذلك وراء تمثال بوذا العظيم. يقف التمثال على قاعدة ترتفع عن الأرض بمقدار 2.5 متر (8.2 قدم)، ليصل إجمالي ارتفاع التمثال إلى 17.54 متر (57.5 قدم).
توجد في الأرضية وسط القاعة الرئيسية نُسخة طبق الأصل من الماس 25 قيراط (5 غرامات)، والتي تُشير إلى نُقطة الكيلومتر صفر [الإنجليزية] لكوبا. ترجع ملكية الماسة الأصلية إلى قيصر روسيا نيكولا الثاني، وقد بيعت إلى الدولة الكوبية من قبل تاجر تركي. في 25 مارس 1946، سُرقت الماسة وفي 2 يونيو 1946 أعيدت للرئيس رامون غراو سان مارتين في ظروف غامضة. على جانبي القاعة الرئيسية توجد ردهة الخطوات الضائعة (بالإسبانية: Salón de Pasos Perdidos)‏، وقد سُميت بذلك نسبة إلى خصائصها الصوتية. تؤدي هذه الردهة، ذات الأرضية الرخامية والمصابيح المذهبة، إلى الغرفتين نصف الدائرتين اللتين كانتا تضُمان في السابق البرلمان ومجلس النواب. يقع مكتب الرئيس وراء غرفة البرلمان على يمين المبنى، ولهذا المكتب باب يفتح مباشرة على المنصة.
تتوزع مجموعة من المصابيح المختلفة في جميع أنحاء المبنى، وقد صُممت جميعًا خصيصًا للمبنى من قبل مصممين كوبيين، بينما صُنع معظمها في فرنسا.
يوجد وسط المبنى فناءان يُوفران الإضاءة والتهوية للمكاتب في الطابق الأول (الأرضي) والطابق الثالث والرابع. يتواجد في الفناء الشمالي تمثال يحمل اسم "الملاك المُتمرد" (بالإنجليزية: The Rebel Angel)‏، وقد تم التبرع بهذا التمثال للمبنى بعد الافتتاح. يوجد في المبنى طابق خامس صغير وطابق سادس يتيح الوصول فقط إلى جزء من القُبة.

### الرواق المركزي
يؤدي درج عريض من الجرانيت يتألف من 56 درجة وعرضه 36 مترًا وارتفاعه 16 مترًا مباشرة إلى الرواق المركزي للمبنى. يوجد داخل الرواق صفان من 6 أعمدة يبلغ قطر كل واحد منها 1.55 متر وارتفاعها 14.10 متر.
على جانبي نهاية الدرج، توجد منحوتتان من البرونز ذات قاعدة جرانيتية، نحتها النحات الإيطالي زانيلي. هاته المنحوتتان إحداهما على هيئة ذكر والأخرى على هيئة أنثى، ويبلغ ارتفاعهما 6.70 مترًا. ترمز المنحوتة الأولى للتقدم الأول للنشاط البشري، بينما ترمز المنحوتة الثانية للوصاية فضل الناس.

### تمثال الجمهورية
يقع تمثال الجمهورية في حنية المبنى، وهو تمثال لامرأة شابة واقفة، ترتدي سترة وخوذة ودرعا ورُمحا. يزن التمثال حوالي 30 طنًا ويبلغ ارتفاعه 14.60 مترًا، ويرتكز على قاعدة رخامية طولها 2.50 مترًا. نُحت التمثال هو الآخر من قبل أنجيلو زانيلي، والذي كان أبرز أعماله النصب التذكاري للملك فيتوريو إمانويلي الثاني في روما. يُعد تمثال الجمهورية ثالث أكبر تمثال داخلي في العالم، ولا يتفوق عليه سوى تمثال بوذا نارا باليابان وتمثال أبراهام لنكولن في نصب لنكولن التذكاري في واشنطن العاصمة.

## معرض صور

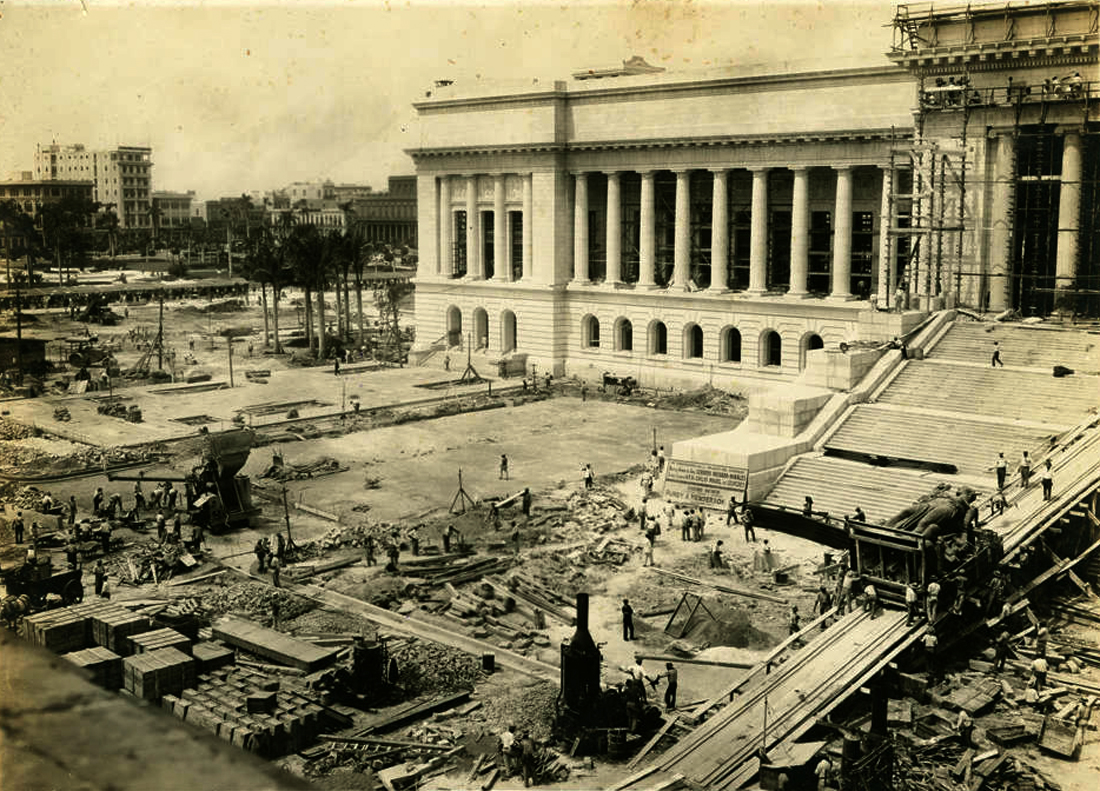
مبنى إل كابيتوليو قيد الإنشاء خلال مايو 1929.
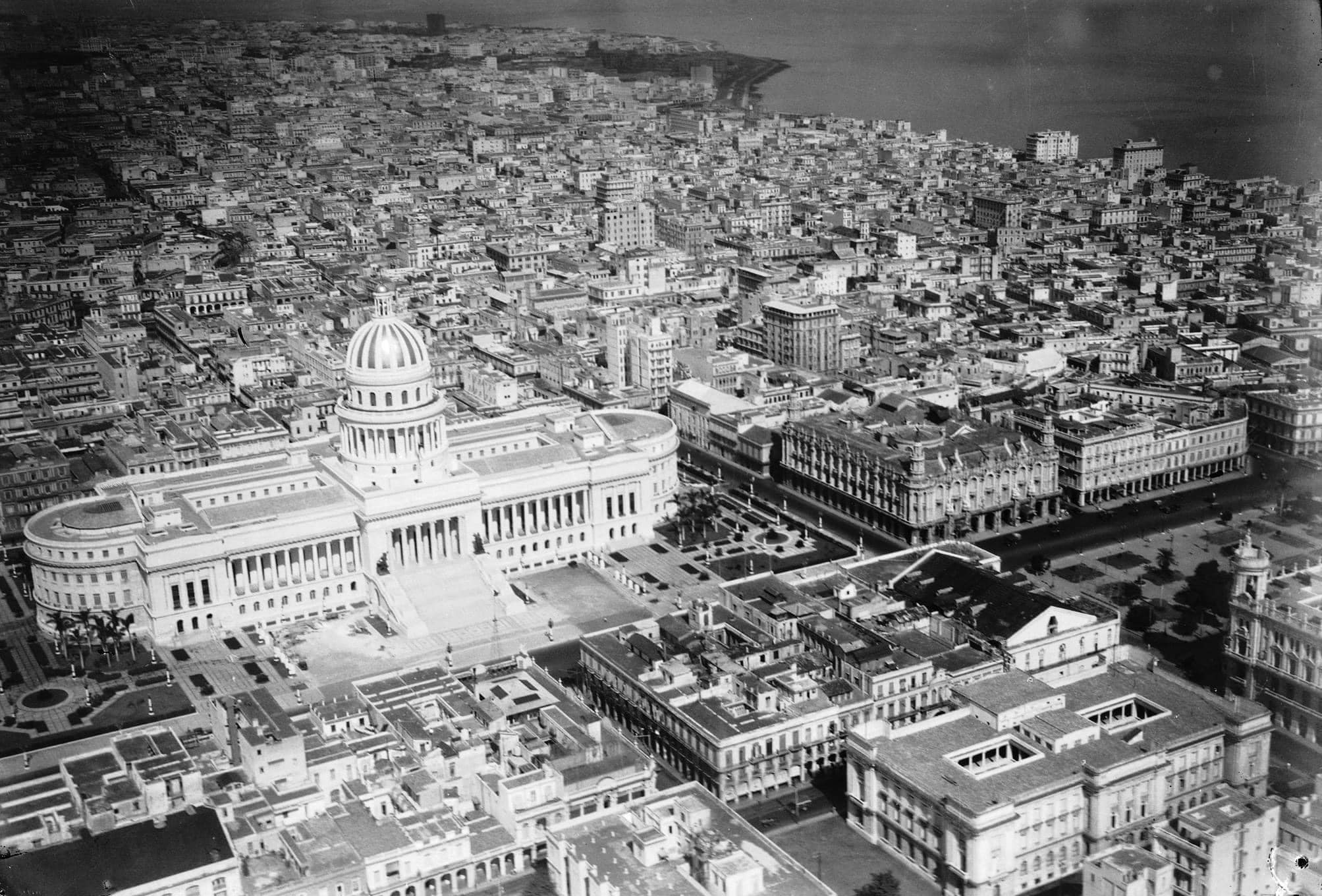
صورة جوية للمبنى.
لا كامارا
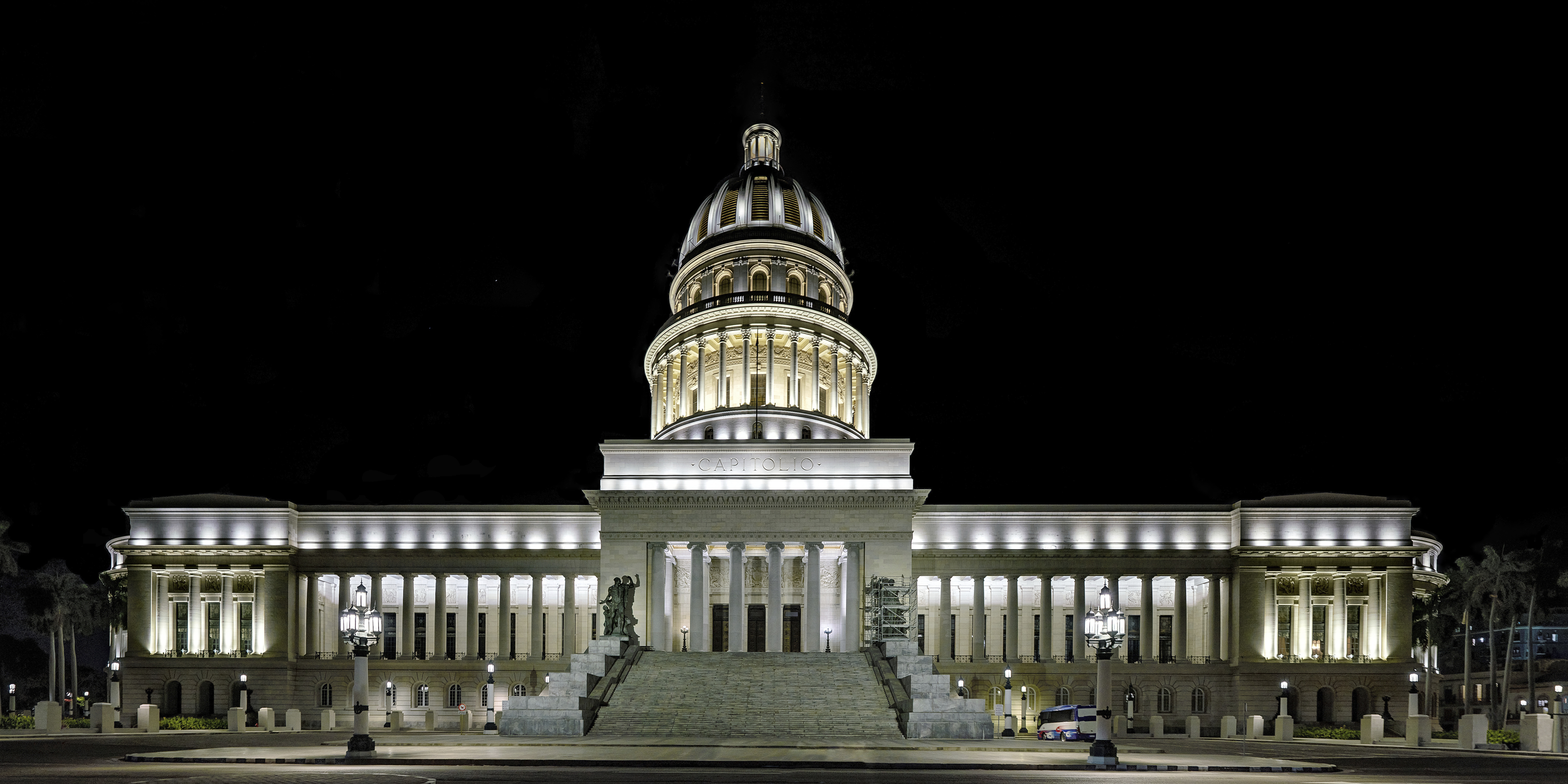
صورة للواجهة الشرقية للمبنى ليلا.